# Аккыр
Аккыр (каз. Аққыр, до 199? — Кокшокы) — село в Жалагашском районе Кызылординской области Казахстана. Административный центр и единственный населённый пункт Аккырского сельского округа. Находится примерно в 62 км к юго-западу от районного центра, посёлка Жалагаш. Код КАТО — 433635100.

## Население
В 1999 году население села составляло 1386 человек (703 мужчины и 683 женщины). По данным переписи 2009 года, в селе проживало 1113 человек (562 мужчины и 551 женщина).

## Известные уроженцы
- Жылгелдиев, Сагат Ермагамбетович (род. 1954) — казахский театральный актёр.